# Asiatiska vinterspelen 2011
Asiatiska vinterspelen 2011 var ett multisportevenemang som avgjordes i Astana och Almaty, Kazakstan. Spelen började den 30 januari 2011 och avslutades den 6 februari samma år. Det var första gången som Kazakstan anordnade ett så stort evenemang sedan självständigheten från Sovjetunionen 1991. Handlingar för spelen undertecknades i Kuwait den 4 mars 2006.

## Deltagande länder
| - Afghanistan - Bahrain - Filippinerna - Förenade arabemiraten - Hongkong - Indien - Iran - Japan - Jordanien | - Kazakstan - Kina - Kinesiska Taipei - Kirgizistan - Kuwait - Libanon - Malaysia - Mongoliet - Nepal | - Nordkorea - Palestina - Pakistan - Singapore - Sydkorea - Tadzjikistan - Thailand - Turkmenistan - Uzbekistan |

## Sporter
De olympiska sporterna bobsleigh, rodel, skeleton, snowboarding, curling och nordisk kombination var inte med. Bandy och skidorientering ingick för första gången i spelen. Backhoppning var tillbaka, grenen var inte med vid spelen i Changchun 2007.
- Alpin skidåkning
- Bandy
- Skidskytte
- Längdskidåkning
- Konståkning
- Freestyle
- Ishockey
- Short track
- Backhoppning
- Skidorientering
- Skridsko